# Ferdinando Fontana
Pour les articles homonymes, voir Fontana.
Ferdinando Fontana (30 janvier 1850 à Milan - 10 mai 1919 à Lugano) est un dramaturge et un librettiste italien connu aujourd'hui pour avoir écrit pour Puccini les livrets de ses deux premiers opéras, Le Villi et Edgar.

## Textes pour la musique
Sauf indication contraire, il s'agit de livrets d'opéras.

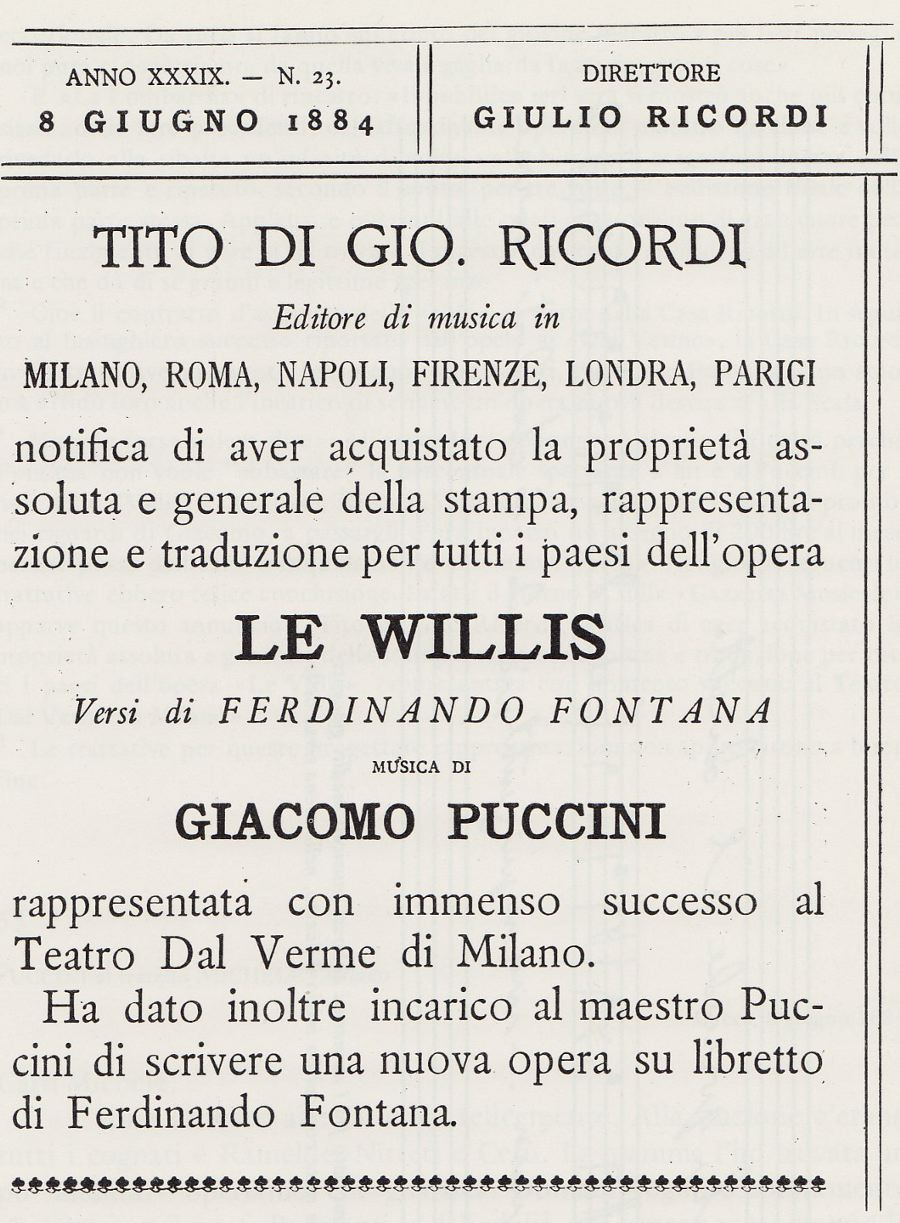
Article dans la Gazzetta Musicale di Milano (1884) annonçant la publication de Le Villi par Ricordi et le contrat avec Puccini pour écrire un second opéra avec Fontana.

- El marchionn di gamb avert, d'après le poème Lament del Marchionn di gamb avert de Carlo Porta, musique d'Enrico Bernardi (Milan, 14 juillet 1875)
- Il conte di Montecristo, complément d'un livret inachevé d'Emilio Praga, musique de Raffaele Dell'Aquila (Milan, 14 juin 1876)
- Maria e Taide, musique de Nicolò Massa (août 1876)
- Il violino del diavolo, musique d'Agostino Mercuri (Cagliari, 12 septembre 1878)
- Aldo e Clarenza, musique de Nicolò Massa (11 avril 1878)
- La Simona, musique de Benedetto Junck (Milan, 1978)
- Odio, d'après le drame homonyme de Victorien Sardou, destiné à Amilcare Ponchielli qui ne l'a pas mis en musique; écrit entre 1878 et 1879.
- Maria Tudor, attribué à Emilio Praga, musique d'Antônio Carlos Gomes (27 mars 1879)
- Il bandito, musique d'Emilio Ferrari (Casale Monferrato, 5 décembre 1880)
- La leggenda d'un rosajo, cantate, musique d'Enrico Bertini (1883)
- Anna e Gualberto, musique de Luigi Mapelli (Milan, 4 mai 1884)
- Le Villi, musique de Giacomo Puccini (Milan, 31 mai 1884)
- Il Natale, contes mis en musique par Giulio Ricordi sous le pseudonyme de Jules Burgmein (vers 1884)

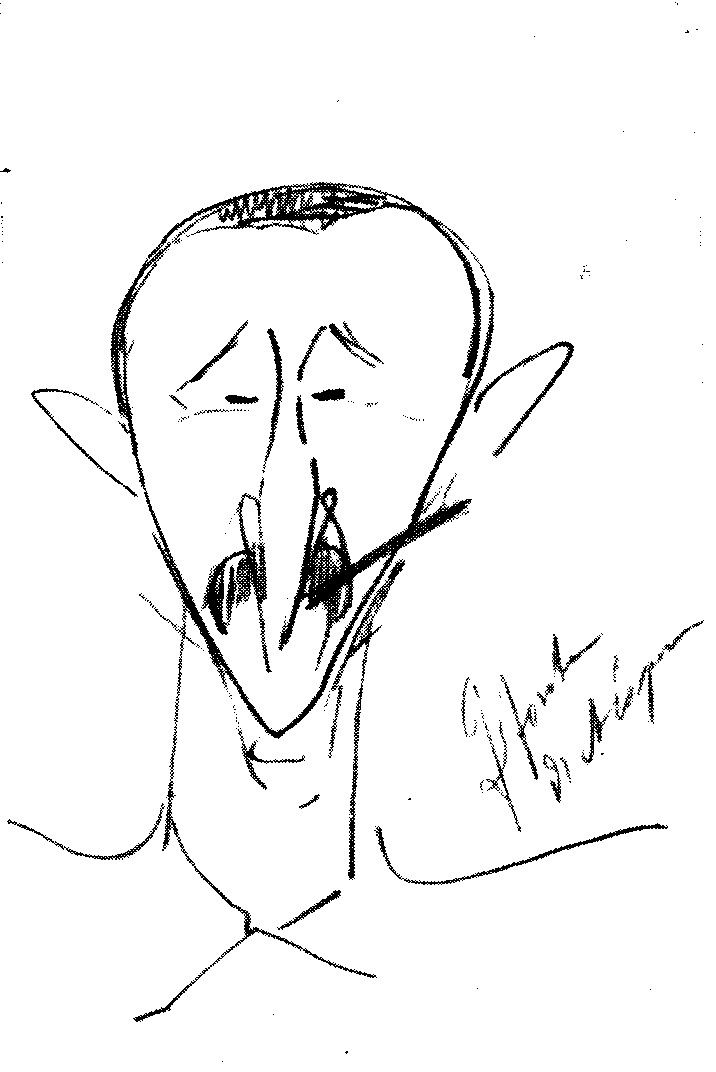
Ferdinando Fontana dans une caricature d'Antonio Cagnoni.

- Il Valdese, musique de Giuseppe Ippolito Franchi-Verney (Turin, 3 décembre 1885)
- Flora mirabilis, musique de Spiro Samara (Milan, 16 mai 1886)
- Il bacio, musique d'Enrico Bertini, non représenté (1886)
- Il profeta del Korasan (ou Mocanna), musique de Guglielmo Zuelli, non représenté (1886)
- Notte d'aprile, musique d'Emilio Ferrari (Milan, 4 février 1887)
- Colomba, musique de Vittorio Radeglia (Milan, 15 juin 1887)
- Annibale, ballet, musique de Romualdo Marenco (1888)
- Asrael, musique d'Alberto Franchetti (Reggio Emilia, 11 février 1888)
- Edgar, musique de Giacomo Puccini (Milan, 21 avril 1889)
- Zoroastro, musique d'Alberto Franchetti, non représenté (1890)
- Il tempo, ballet, musique de Riccardo Bonicioli (3 janvier 1891)
- Lionella, musique de Spiro Samara (Milan, 4 avril 1891)
- Theora, musique d'Ettore Edoardo Trucco (14 février 1894)
- Duettin d'amore, écrit avec Gaetano Sbodio, musique d'Emilio Ferrari, (1895)
- La forza d'amore, musique d'Arturo Buzzi-Peccia (Turin, 6 mars 1897)
- Il signor di Pourceaugnac, tiré de la comédie de Molière, musique d'Alberto Franchetti (Milan, 10 avril 1897)
- Mal d'amore, tiré de La medicina d'una ragazza malata de Paolo Ferrari, musique d'Angelo Mascheroni (Milan, 30 avril 1898)
- La lampada, musique d'Ubaldo Pacchierotti (16 décembre 1899)
- La notte di Natale, musique d'Alberto Gentile (29 décembre 1900)
- Il calvario, musique d'Edoardo Bellini (Milano, 25 juin 1901)
- La nereide, musique d'Ulisse Trovati (14 novembre 1911)
- Sandha, musique de Felice Lattuada (Gênes, 21 février 1924)
- Maria Petrowna, musique de João Gomes de Araújo (composé en 1903 mais représenté en janvier 1929)
- Elda, écrit en Suisse, cité dans: Natale Gallini, Incontro con Ferdinando Fontana
- La Simona, poème lyrique tiré de la septième nouvelle de la quatrième journée du Décameron, musique de Benedetto Junck (sans date)
- Inno del Canton Ticino, diverses chansons lombardes et romances mises en musique par divers compositeurs, dont Nicolò Massa et Francesco Paolo Tosti

## Traductions de livrets
- Medge, traduction du livret de Pietro Eleazar, musique de Spiro Samara (11 décembre 1888)
- La vedova allegra (Die lustige Witwe), traduction du livret de Victor Léon et Leo Stein pour l'opérette de Franz Lehár
- Il conte di Lussemburgo, (Der Graf von Luxemburg), traduction du livret de Alfred Maria Willner et Robert Bodanzky pour l'opérette de Franz Lehár
- Amore di zingaro (Zigeunerliebe), traduction du livret de Alfred Maria Willner et Robert Bodanzsky pour l'opérette de Franz Lehár
- Il figlio del principe, traduction du livret de Victor Léon pour l'opérette de Franz Lehár
- Sangue polacco (Polenblut), traduction du livret de Leo Stein pour l'opérette d'Oskar Nedbal
- Il mangiadonne, traduction du livret de Leo Stein pour l'opérette d'Edmund Eysler